# Kinect 大冒險
《Kinect 大冒險》是一個於2010年洛杉磯電子娛樂展覽上發佈的Xbox 360冒險體育類電子遊戲，為Xbox 360Kinect套裝附贈遊戲，由Good Science Studio開發，由微软游戏工作室發佈，共包含5種冒險及運動遊戲。

## 遊戲系統
《Kinect 大冒險》需要玩家運動全身來進行遊戲。此遊戲共包含五種冒險及運動遊戲，而全部皆允許玩家進行多人遊戲，而每個遊戲則僅長約三分鐘。雖然大多數的多人遊戲均需求玩家合作完成遊戲，但其中的「驚險飛車」卻是一個競技遊戲。此遊戲亦支援Xbox Live多人遊戲。在遊戲進行期間，Kinect的內置攝像機會為玩家拍攝照片，並會將它們儲存起來。這些照片能在遊戲結束後觀看，並能選擇是否將之上載「Kinectshare.com」。
所有遊戲的目標都是盡可能獲得最多的冒險鈕釘。在故事模式中，部份任務需求玩家收集一定數量的冒險鈕釘。作為一個附贈遊戲，此遊戲亦會教導玩家如何設置Kinect。

### 遊戲種類
- 深海漏水大戰

在深海漏水大戰中，玩家身處一個玻璃製的水底密封艙。遊戲開始後，不同魚類會戳破玻璃，令水流進密封艙中。玩家的任務就是盡快用手或腳封著這些缺口。
- 急流狂飆

在急流狂飆中，玩家身處一艘橡皮艇處。遊戲開始後，玩家會乘著橡皮艇順著急流而下，期間玩家需要收集冒險鈕釘。
- 彈力球

彈力球是一個3D手球版的《打磚塊》。在彈力球中，玩家身處一間體育館。遊戲開始後，玩家需要拍打彈力球擊毀前方的移動木板以獲取冒險鈕釘。
- 驚險飛車

在驚險飛車中，玩家身處一塊移動平台上。遊戲開始後，玩家需要避過障礙物並收集冒險鈕釘。玩家能通過跳躍來令移動平台加速。此遊戲是《Kinect 大冒險》中唯一一個競技遊戲。
- 宇宙泡泡球

在宇宙泡泡球中，玩家身處一個太空艙。遊戲開始後，太空艙牆上的洞會噴出肥皂泡，而玩家的任務就是盡可能戳破最多的肥皂泡。

## 預訂獎勵
若玩家預訂了Kinect的話，那麼他們便能獲得一張密碼卡。該密碼卡能解鎖兩個彈力球關卡、一個驚險飛車關卡和一個直升機道具。

## 評價
《Kinect 大冒險》獲得的評價好壞參半。Metacritic得出此遊戲的分數為61/100分，而GameRankings則得出此遊戲的分數為65.39%。
IGN給予此遊戲6.5/10，稱讚其畫質和音效，但就批評遊戲太快完結。Eurogamer給予此遊戲6/10分，並批評其遊戲模式太少和吸引力不能持久。《Game Informer》則給予此遊戲7.5/10分，稱讚其善用Kinect、高清的卡通化畫質和高可玩性。GameSpot給予此遊戲7/10分，稱讚其良好的操作和遊戲難度繁多，但就批評遊戲種類太少和部份遊戲對玩家的要求太高。《Xbox官方雜誌》給予此遊戲7/10分，稱讚遊戲令人愉快和具高吸引力，但仍然批評遊戲種類太少。而電子遊戲脫口秀《Good Game》的兩位主持人則分別給予此遊戲6/10分和6.5/10分，稱讚其善用Kinect，但就批評遊戲不太耐玩。

## 銷售
作為一個附贈遊戲，《Kinect 大冒險》當時售出了逾1800萬套遊戲，相比Kinect售出了2000萬部僅少了200萬。此遊戲是最暢銷的Xbox 360遊戲，於2013年確定銷出超過二千萬份遊戲。 

## 外部連結
- 官方網站
- 《Kinect 大冒險》成就列表
- 《Kinect 大冒險》新聞